# Bant (plaats)
Bant is een dorp in de gemeente Noordoostpolder, in de Nederlandse provincie Flevoland. Het is ten noorden gelegen van Emmeloord. De dorpskern ligt ten westen van de A6, bij het punt waar de N715 en de N718 samenkomen. Het dorp telt 1.600 inwoners (1 januari 2023).
De dorpskern wordt omzoomd door bomen en is compact ingedeeld. Aan zuidkant van de dorpskern ligt er een industrieterrein. Het heeft een open buitengebied met in oosten delen van het Kuinderbos, met onder meer een vakantiedorp en campings en het natuurgebied Schoterveld. Door het dorpsgebied stromen onder meer de Creilervaart, Lemstervaart, Kuindervaart, Schotertocht, Vennetocht, Polentocht, Klutentocht en de Klutendwarstocht.

## Geschiedenis

### Kamp Westvaart
Nadat in 1942 de Noordoostpolder kwam droog te liggen liet de Directie van de Wieringermeer, die verantwoordelijk was voor het in cultuur brengen en de inrichting van de polder, barakkenkampen bouwen om de polderwerkers en de nieuwe arbeiders tijdelijk te huisvesten totdat de landerijen waren ontgonnen en de boerderijen in het gebied waren gebouwd. Tijdens en kort na de Tweede Wereldoorlog werden ruim dertig van zulke barakkenkampen gebouwd. Aan de Westvaart, die later de Creilervaart is gaan heten werd zo'n kamp ingericht.
Het kamp Westvaart was een van de kampen die na de oorlog werd gebruikt om gearresteerde mensen te huisvesten. Dit ging onder meer om vermeende collaborateurs, NSB’ers en soldaten die hadden gediend in het Duitse leger. De eerste groep geïnterneerde zaten van april 1945 tot december 1945 in kamp Westvaart, net als andere kampen omgeven door prikkeldraad en het op de vier hoeken van de afrastering wachttorens. Op 16 mei 1947 werd het kamp opnieuw in gebruik genomen. Het gaat dan tewerkgestelde politieke gevangenen. Eind 1947 spreekt men van zo'n 300 gevangenen die te werk worden gesteld.
Per april 1948 werden de prikkeldraadversperringen verwijderd en werden de buitenwachten opgeheven. Het kamp werd dan een open kamp. Een open kamp hield in dat de gevangenen een contract ondertekenden waarin ze verklaarden niet te zullen vluchten in ruil voor volledige vrijheid binnen het kamp. Bij Kamp Westvaart zaten naast NSB'ers ook landwachters en SS’ers. Totaal ging het om 413 delinquenten die meededen met de proef van de Directeur Gemaal van de Bijzondere Rechtspleging. De meeste van hen zette zich in als ontginner en landarbeider, ook in het buitengebied wat uiteindelijk Bant zou worden, en daarvoor kregen ook vol voor betaald. Het kamp werd per 1 december 1948 opgeheven. De meeste gevangenen kregen direct hun vrijheid, maar klein aantal werkte nog enige tijd door in de polder als voorwaarde voor hun uiteindelijke vrijheid.

### Ontstaansgeschiedenis van het dorp
Bant behoorde niet tot een van de vijf dorpen die oorspronkelijk waren gepland in de Noordoostpolder. Het was pas toen het van zeven naar tien dorpen ging in de planning dat Bant in beeld kwam als een van de noordelijke plaatsen. Bij de eerste aantekeningen werd het gesitueerd aan de Westvaart (Creilervaart), waar het kamp Westvaart was gelegen en zoals de meeste dorpen die langs of op het einde van een vaart kwamen te liggen. Maar bij de uiteindelijke uitwerkingen van het stedenbouwkundig plan door Theo Verlaan kwam de plaats meer ten westen te liggen. Hierdoor werd Bant het enige dorp die niet zelf direct aan een vaart was gelegen. 
Bij Bant was een loswal gepland en die kwam zo los te liggen van het dorp. Bij de loswal kwam in 1951 een weegbrug. Het was ook rond die tijd dat de eerste woningen verrezen in het nieuwe dorp. De bouwstijl was vooral in de Delftse School, die meer de traditionele bouwstijl volgde. Wel opvallend waren dat de woningen aan de Zuidwend, Het Midden en de Noordakker van oorsprong openslaande deuren op de bovenverdieping, ontworpen door architect Jacob Dunnebier. Deze zijn later vervangen door de meer standaard slaapkamerramen.
Het Midden vormt de centrale brink deze staat haaks op de weg tussen die Lemmer en Emmeloord met elkaar verbind. Het werd daarom een langswegdorp genoemd. Het is een korte brink waarbij aan de oostzijde, zuidzijde en noordzijde drie kerken werden gebouwd. Het oorspronkelijke Bant is vrij rechthoekig gebouwd. In de loop der tijd is Bant uitgebreid naar het oosten toe, richting de A6. Hierdoor is het in verbinding komen te liggen met het industrieterrein dat bij de loswal was ontstaan. Bij de loswal, in de buurt van de toenmalige grasdrogerij werd er een zwaaikom voor de scheepvaart aangelegd zodat binnenvaartschepen er konden keren.

### Herkomst van de plaatsnaam
Bant is vernoemd naar een verdwenen plaats dat gelegen was in Lemsterland, de zuidelijke landerijen zouden daarbij hebben uitgestrekt hebben tot bij of in het poldergebied van de Noordoostpolder. Bante of Bantega is ergens tussen het einde van de middeleeuwen en de 18e eeuw verdwenen na overstroming(en). In een 11e-eeuwse kopie van een document uit 918-948 wordt het vermeld als 'Bante'. Rond 1470 zou het dorpsgebied op diens groots zijn geweest. Op een kaart van rond 1700 spreekt men echter nog van 'Oude kerkhof van Bant of Bantenga eertijds een dorp'. Het dorp en het zuidelijke deel van het dorpsgebied werden verzwolgen door de Zuiderzee. De plaatsnaam Bant zou streek of woongebied betekenen. Mogelijk verwijst het ook naar het bentgras dat op vochtige zandgrond voorkomt en wel wordt geduid als 'bant'. In Lemsterland is er bijvoorbeeld de veldnaam Benterakkers, die daar naar zou verwijzen.

### Geschiedkundige gebeurtenissen en ontwikkelingen
In 1998 werd een groot gedeelte van de film Abeltje in het dorp opgenomen. Zo was de voormalige hervormde kerk aan Het Midden decor voor het warenhuis. 

## Kerken
Aan drie van de uiteindes van de brink van Bant werden er een drietal kerken gebouwd. De eerste kerk betrof de Gereformeerde Kerk. Een opvallendheid was dat er eerst een tijdelijke kerk werd neergezet. In juni 1951 werd er een houten noodkerk van Emmeloord naar Bant verplaatst. Deze werd per januari 1952 in gebruik genomen door de gereformeerde kerk. De definitieve kerk werd daarna ontworpen door Hindrik Eldering, die zijn plannen in 1953 presenteerde. In zijn ontwerp had de kerk een Latijnse kruis, maar de gemeente vond dat te Rooms en besloot men die te vervangen met een Hugenotenkruis. De eerste steen, een gedenksteen werd in september 1954 gelegd.
De Rooms-Katholieke kerk werd vervolgens in 1955/56 gebouwd. Deze kerk, de H. Liudgerkerk was in 1951 ontworpen door architect Anton Vosman traditionalistische stijl waarin zowel de bouwstijl van de middeleeuwse kerkenbouw als de Delftsche School zichtbaar zijn. De kerk werd op 10 september 1956 in gebruik genomen. De derde kerk, de hervormde kerk werd gebouwd in 1959. Deze kerk werd ontworpen door Cornelis Wegener Sleeswijk en Sytse Johannes Sophius. De twee waren geïnspireerd door de Scandinavische bouwstijl. De hervormde gemeenschap maakte voor de bouw van de definitieve kerk gebruik van eerst, vanaf juni 1951 een magazijn aan de Baanterweg en per september dat jaar kon men terecht in de noodkerk die was verplaatst uit Emmeloord.
Eind 2003 werd de dan leegstaande H. Liudgerkerk aangekocht door de gemeenschap van de hervormde en gereformeerde kerk. Deze fuseerde in 2004 en besloten te verhuizen naar de voormalige Katholieke kerk, die in 1999 definitief was gesloten. De kerk werd verbouwd en omgedoopt tot de Bantsiliek. De kerk werd tevens een multifunctionele ontmoetingsplek. In de tuin van de Batsiliek werd het Hugenotenkruis geplaatst van de voormalige Gereformeerde kerk, die kerk en Hervormde werden namelijk afgestoten. In 2009 deed de kerk mee deed in de finale van de verkiezing Mooiste kerk van Nederland van het NCRV radioprogramma Plaza. Het gebouw kreeg de meeste stemmen, echter werd de Willibrordusbasiliek in Hulst uitgeroepen tot winnaar. De vakjury nam dit besluit omdat de website GeenStijl had opgeroepen om massaal op de Bantsiliek te stemmen, waardoor de uitslag een vertekend beeld gaf.

## Onderwijs
In het begin van de jaren 1950 werden er drie lagere scholen, een christelijke, een openbare en katholieke gebouwd in Bant. De eerste school, de christelijke De Schalmei werd in 1951 gebouwd, de openbare werd in 1951/52 gebouwd en Katholieke school werd in 1954 gebouwd. In de jaren 1980 fuseerde de openbare en katholieke tot de samenwerkingsschool De Wending. Anno 2024 heeft Bant twee basisscholen.

## Sport en cultuur
Het dorp kent een eigen ijsclub, volleybalvereniging, dartvereniging, toneelvereniging en een gedeelde gymvereniging met Rutten, met een eigen gymzaal in Bant. Bant kende ook ook een eigen voetbalvereniging, SC Bant, maar in 2021 fuseerde deze met SC Creil tot VV Creil-Bant.
Het dorp werd in 1967 het dorpshuis De Klencke geopend. Het gebouw werd ontworpen door Theo Verlaan, die ook het dorpsplan zelf had ontworpen. Later zou het 't Polderhuis gaan heten. In 2011 sloot het dorpshuis diens deuren nadat de laatste uitbuiters ermee stopte., later is het een hotel geworden. Er werd daarna besloten een nieuw dorpshuis te bouwen. Het multifunctioneel centrum De Akkers werd op 5 oktober 2012 officieel geopend.. Onder meer de fanfare FBCR heeft er diens thuis en net als diverse kleinere verenigingen.

## Geboren in Bant
- Bob Crébas (1951), ondernemer en muzikant
- Bert Gijsberts (1953-2024), ondernemer en politicus